# 血まみれの安息日
『血まみれの安息日』 (Sabbath Bloody Sabbath) は、イギリスのロックバンド・ブラック・サバスのスタジオ・アルバム。
彼らの持ち味であるスローでザクザクとした曲調をさらに押し広げただけでなく、今までになく創造的でプログレッシヴなアルバムを作り出すため、シンセサイザーやオーケストラによる編曲を導入した。

## 概要
前作「ブラック・サバス4」の制作後、バンドは1曲も作れないほどのスランプに陥る。新たなアイディアを得るための試行錯誤の末、ギタリストのトニー・アイオミは、タイトル・トラックのギター・リフを偶然に発見、「ブラック・サバスを救ったリフ」と呼ばれている。なお、このアルバムの数ヶ月前にリリースされたブラジルの歌手Vanusaの曲"What to do"のリフとタイトル曲のリフほよく似ており、盗作が指摘されることもあるが真相は不明である。
「血まみれの安息日」とそれ以前の作品との大きな違いは、ソングライティングの形式にある。このアルバムは、タイトルトラック「血まみれの安息日」のヘヴィなリフとともに幕を開け、ストリングスが加えられている「スパイラル・アーキテクト」とともに終焉する。
「サブラ・カダブラ」には、イエスのキーボードプレイヤーだったリック・ウェイクマンをゲストに迎えている(後にオジーのソロアルバムにギーザーと参加する)。そのほかの曲では、ブラック・サバスのメンバーがキーボードをプレイしている。
レコーディングに参加したリック・ウェイクマンは後年のインタビューで、オジーから誘われて参加することになり、レコーディング当日にスタジオに向かうと、そこには大量のアルコールと泥酔して気を失っているサバスのメンバーがいた。事前に具体的な話は聞いていなかったため、レコーディングする箇所を何度か聞かせてもらい、その場でアイデアを考えて演奏をした。演奏を終えた途端、気を失っていたオジーがいきなり「すげえ、とても良い！」とだけ言ってまた気を失ったと当時を回想している。

## カバー
- スラッシュメタルバンドのアンスラックスは、EP盤「アイム・ザ・マン」に「血まみれの安息日」のカバーバージョンを収録している。
- メタリカは、カバー集『ガレージ・インク』(1998年)のなかに「サブラ・カダブラ」のカバーを収録している。中間部では「ナショナル・アクロバット」の一部を演奏している。
- スウェーデンのバンドカーディガンズは、彼らのデビューアルバム『エマーデイル』(1994年)で「血まみれの安息日」をカバーしている。
- 「血まみれの安息日」は、ブラック・サバスのトリビュート・アルバム『ネイティヴィティ・イン・ブラック』の中でブルース・ディッキンソンとゴッドスピードによってもカバーされている。また、スウェーデンのヴァイキングメタルバンドであるアモン・アマースもこの曲をカバーしている。
- ドイツのバンドSopor Aeternus and the Ensemble of Shadowsは、「ナショナル・アクロバット」のカバーバージョン(「Tabor C'alan O'itana」と呼ばれる)をボックスセット「Like a Corpse standing in Desperation」に収めている。
- (hed)P.E.は、ブラック・サバスのトリビュートアルバム『ネイティヴィティ・イン・ブラックⅡ』のなかで「サブラ・カダブラ」をカバーしている。
- オーストリアのブラックメタルバンドベルフェゴールはアルバム『ザ・ラスト・サパー』(1995年)に収録するために「血まみれの安息日」のカバーを製作したが、1999年にこのアルバムが再発されるまでは実際には収録されなかった。

## 収録曲
1. 血まみれの安息日 - "Sabbath Bloody Sabbath" - 5:45
2. ナショナル・アクロバット - "A National Acrobat" - 6:15
3. フラッフ - "Fluff" - 4:12
4. サブラ・カダブラ - "Sabbra Cadabra" - 5:59
5. 生への自殺 - "Killing Yourself to Live" - 5:42
6. お前は誰だ？ - "Who Are You?" - 4:10
7. ルッキング・フォー・トゥデイ - "Looking for Today" - 5:03
8. スパイラル・アーキテクト - "Spiral Architect" - 5:29

## 参加ミュージシャン
- オジー・オズボーン - ボーカル、シンセサイザー
- トニー・アイオミ - ギター、ピアノ、シンセサイザー、オルガン、フルート
- ギーザー・バトラー - ベース、シンセサイザー、メロトロン
- ビル・ワード - ドラムス、ティンパニ
- リック・ウェイクマン - キーボード、シンセサイザー、ピアノ(「サブラ・カダブラ」)
- ウィル・マローン - 指揮、アレンジャー